# 宣泇而
宣泇而（英語：Fiona Lee），原名李嘉敏，1990年2月21日—），香港少女模特兒，香港出生，曾就讀粉嶺救恩中學。於2010年參加由STYLE及海港城合辦的第二屆「STYLE MODEL HUNT」獲得季軍而入行，並簽約STYLE International Management（風尚國際有限公司）。現時經理人為香港的STYLE International Management（風尚國際有限公司），與熊黛林、Angelababy、姚予晴屬同一間公司。
由於她擁有甜美的笑容，深受客戶喜愛，因此由入行至今拍攝過很多不同品牌的電視及平面廣告，而且經常離開香港，曾到過很多國家拍攝照片。2012年入選香港電台 - 「Y2K不日放映」「我的女神」組，獲得第2名，並參與香港電台「DIY2K」的演出，首次由平面及電視廣告模特兒成為電視演員。此外於2012年首度擔正微電影《最好的一直都在》，與陳詩雅（Sarah）、劉沛蘅（Hillary）一同飾演感情要好的姊妹。
2013年首次於NOW100/101台外判節目「名人响醫道」擔任主持，訪問不同名人及醫生。

## 廣告
- O'slee玫瑰果美肌水
- 大家樂 和風紙上燒

## MV演出
- Dear Jane《一去不返》

## 外部連結
- 新浪微博
- Y2K不日放映我的女神：宣泇而Fiona（页面存档备份，存于）
- 宣泇而習武 打鬼后主意 東方日報（页面存档备份，存于）
- 宣泇而感動過龍喊冇停 東方日報（页面存档备份，存于）